# Bitva u hory Algidus
Bitva o hory Algidus se odehrála v roce 458 př. n. l. mezi Římem a Aequy poblíž hory Algidus v Latiu. Římský diktátor Cincinnatus proměnil hrozící římskou porážku v důležité vítězství.

## Předchozí události
O vládu Říma se již dříve dělili původní Římané z kmene Latinů a Sabinové. Například rod Quinctiů, kteří měli v této době velký vliv ve veřejném životě v Římě, byli latinského původu. Kmen Herniků byl spojenec Říma, Etruskové Římany také nenapadali, i když etruské město Veje leželo jen 16 km od Říma.
Největšími nepřáteli Říma byli v polovině 5. století př. n. l. Volskové a Aequové. Volskové sídlili na území jihovýchodně od Říma, zatímco Aequové měli svá sídla na východě. Aequové neustále útočili na Řím a jeho okolí, buď sami, nebo se spojenci. Především se však tlačili z Apenin směrem k Tuskulu. Jejich útoky narušily obchod a obchodní komunikace podél silnice Via Latina, stejně jako na celém římském území.
Situace v Římě byla v té době rozháraná. Docházelo ke konfliktům mezi římskými patriciji a plebeji. Proběhla také vzpoura otroků. Během jejich povstání byl po dlouhou dobu obsazen otroky i Kapitol spolu s nejdůležitějšími římskými chrámy. Během této vzpoury zemřel konzul Publius Valerius Poplicola. Povstání skončilo až příchodem armády z Tuscula, kterou vedl tuskulský diktátor Lucius Mamilius. Mezitím byl místo Poplicoly jmenován náhradním konzulem Cincinnatus.
V roce 459 př. n. l. obsadili Tuskulum Aequové. V reakci na tuto hrozbu se Římané rozhodli vyslat na pomoc spojeneckému městu armádu pod velením konzula Lucia Cornelia Maluginensa. Navíc konzul Quintus Fabius Vibulanus, který v té době obléhal Antium, přesunul své síly k útoku na Tuskulum. Nakonec se obyvatelům Tuscula podařilo dobýt své město zpět, přičemž Vibulanus poblíž hory Algidus zabil mnoho Aequů. Poté s nimi bylo dohodnuto příměří.
V následujícím roce 458 př. n. l. však Aequové příměří porušili. Znovu zaútočili na Tuskulum a utábořili se nedaleko od něj poblíž hory Algidu; zároveň proti Římu táhla sabinská vojska. Ve spěchu se zformovaly dvě římské armády, konzul Gaius Nautius Rutilus plánoval postup na aequijské území, zatímco jeho kolega Lucius Minucius Esquilinus Augurinus měl v úmyslu se přesunout proti Aequům tábořícím u Algidu.
Minucius na Aequy, kteří se setměním začali stavět opevnění kolem jeho vojenského tábora, nezaútočil. Protože ani Nautius nevěděl, jak se s obtížnou situací vypořádat, byl Cincinnatus, jehož krátké funkční období konzulátu již skončilo, jmenován diktátorem.

## Bitva
Cincinnatus si zvolil svého velitele jízdy, nechal odvést každého bojeschopného Římana na Martovo pole a požadoval, aby si přinesli jídlo na pět dní spolu s dvanácti valli. Vallus byl kůl, který nosil každý římský voják. Valli se používaly k vybudování ochranné palisády kolem tábora; požadavek dvanácti valli místo jednoho byl tedy neobvyklý.
Římská armáda dorazila k hoře Algidus za soumraku. Cincinnatus signalizoval obleženým Římanům, že dorazil, a poté nařídil svým mužům, aby kolem Aequů postavili zeď. Aequové na Cincinnata zaútočili, ale brzy se museli otočit a čelit Římanům pod velením Minucia, kteří opustili svůj tábor, aby pomohli Cincinnatovi. Za úsvitu byla zeď kolem Aequů dokončena. Cincinnatus nařídil svým mužům, kteří pochodovali a pracovali celý den bez odpočinku, aby zaútočili na Aequy mezi zdmi. Aequové, neschopní vydržet dvojitý útok, se vzdali. Cincinnatus nechal volně odejít všechny kromě vůdců Aequů, kteří museli na výraz potupy projít pod jhem.

## Následky bitvy
Kořist z vypleněného aequijského tábora byla rozdělena mezi Cincinnatovy muže, zatímco na Římany, kteří bojovali pod Minuciem, se pohlíželo špatně a Minucius byl sám nucen rezignovat na konzulát. Vůdci Aequů byli přivedeni do Říma jako zajatci a jejich hlavní velitel Cloelius Gracchus musel projít v Cincinnatově triumfálním průvodu. Cincinnatus rezignoval na diktaturu, držel ji pouhých šestnáct dní. Lucius Mamilius, tuskulský velitel, byl odměněn římským občanstvím.